# Dị ứng với mèo

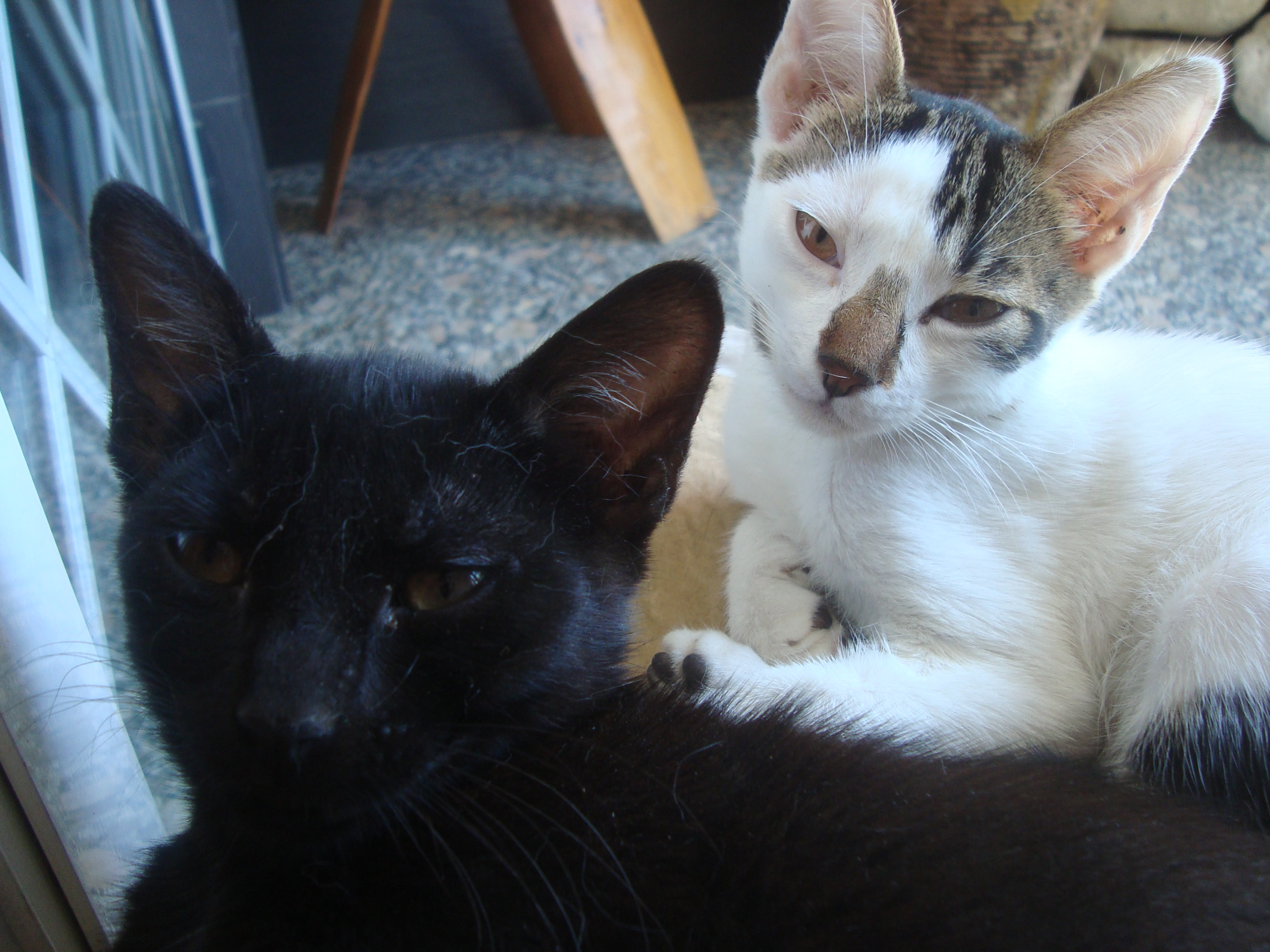
Những con mèo, con vật sẽ gây dị ứng với người dị ứng với mèo

Dị ứng mèo ở người là một phản ứng dị ứng với một hoặc nhiều chất gây dị ứng có từ mèo. Phổ biến nhất của các chất gây dị ứng là glycoprotein Fel d 1, được tiết ra bởi các tuyến bã nhờn của mèo và Fel d 4, có trong nước bọt. Phản ứng dị ứng là phản ứng histamine thường được đặc trưng bởi ho, thở khò khè, thắt ngực, ngứa, nghẹt mũi, phát ban, ứa nước mắt, hắt hơi, môi nứt nẻ, và triệu chứng tương tự. Trong một số trường hợp nghiêm trọng, các phản ứng có thể tiến triển nhanh chóng để gây ra viêm đường hô hấp và ngạt thở, đòi hỏi sự chăm sóc y tế khẩn cấp. Nghiêm trọng hơn, hiểu biết về mối đe dọa tính mạng do dị ứng mèo gây ra đang đối mặt với những thách thức to lớn do sự thiếu nhận thức của công chúng về sốc phản vệ do dị ứng mèo và không được sự quan tâm như những trường hợp bị dị ứng thực phẩm, do sự phổ biến kiến thức về dị ứng với các chất gây dị ứng như hạt hoặc sữa

## Đối phó với dị ứng mèo

### Giảm tiếp xúc
Các chất gây dị ứng tồn tại trong không khí hàng tháng, thậm chí đến nhiều năm, do đó loại bỏ bất cứ thứ gì có thể bẫy và giữ các chất gây dị ứng (thảm, chăn, gối), làm sạch thường xuyên và kỹ lưỡng với bộ lọc HEPA và hệ thống lọc không khí tĩnh điện để làm giảm nguy cơ. Rửa tay thường xuyên, đặc biệt là sau khi chạm vào con mèo, và rửa tay trước khi chạm vào mắt, mũi, hoặc miệng, hạn chế cho mèo đi vào một số phòng, chẳng hạn như phòng ngủ hoặc phòng khác, nơi dành nhiều thời gian, cũng có thể làm giảm phản ứng dị ứng.

### Thuốc
Dị ứng với mèo thường có thể được kiểm soát bằng thuốc không kê toa hoặc thuốc theo toa. Thuốc kháng histamin và thuốc thông mũi có thể giúp giảm dị ứng.

### Liệu pháp miễn dịch dị ứng
Một số người bị dị ứng cảm thấy nhẹ nhõm trong liệu pháp miễn dịch dị ứng, một liệu pháp tiêm định kỳ để ngăn chặn phản ứng miễn dịch tự nhiên của cơ thể đối với các chất gây dị ứng từ mèo.

### Vắc-xin kháng nguyên tổng hợp
Vắc-xin kháng nguyên tổng hợp là một loại vắc-xin đang phát triển để cung cấp vắc-xin dài hạn cho các bệnh dị ứng.

### Tắm cho mèo
Thường xuyên tắm cho mèo có thể loại bỏ một lượng đáng kể chất gây dị ứng khỏi lông. Hơn nữa, thường xuyên chải lông, đánh răng cho mèo sẽ làm giảm lượng lông rơi rụng và nước bọt rơi vãi vào trong không khí. Cho mèo ăn một chế độ ăn uống chất lượng cao với nhiều axit béo omega-3 sẽ giúp giữ cho lớp lông khỏe mạnh và giảm thiểu sự khó chịu đối với con mèo.